# 15530 Kuber
15530 Kuber este un asteroid din centura principală de asteroizi.

## Descriere
15530 Kuber este un asteroid din centura principală de asteroizi. A fost descoperit pe 5 ianuarie 2000 la Socorro, New Mexico, în cadrul proiectului LINEAR. Asteroidul prezintă o orbită caracterizată de o semiaxă mare de 2,31 ua, o excentricitate de 0,16 și o înclinație de 5,7° în raport cu ecliptica.